# سامسونگ بی۵۳۱۰
سامسونگ بی۵۳۱۰ (انگلیسی: Samsung B5310) از نوع گوشی‌های corby می‌باشد که با نام‌های Samsung CorbyPro B5310 و Samsung Genio Slide شناخته می‌شود و در سپتامبر ۲۰۰۹ منتشر گردید.

## ظاهر و بدنه
این گوشی کشویی از جانب با صفحه کلید کامل ۴ ردیفه از نوع QWERTY، دارای ۱۳۵ گرم وزن می‌باشد.

## امکانات
صفحه نمایش این گوشی ۲۴۰ × ۳۲۰ پیکسل اندازه و از ۱۶ میلیون رنگ برخوردار است. دفترچه مخاطبین آن تا ۱۰۰۰ مخاطب را ذخیره می‌کند. ظرفیت کارت حافظه تا ۱۶ گیگابایت است و از تکنولوژی وای-فای پشتیبانی می‌نماید.

### دوربین
- دوربین اصلی: ۳٫۱۵ مگاپیکسل، ۲۰۴۸ × ۱۵۳۶ پیکسل
- امکانات: ذخیره موقعیت مکانی، تشخیص لبخند، پانوراما
- دوربین ثانویه: دارد